# Jövőbeli énem és én
A Jövőbeli énem és én (My Future Self 'n' Me) a South Park című rajzfilmsorozat 95. része (a 6. évad 16. epizódja). Elsőként 2002. december 4-én sugározták az Amerikai Egyesült Államokban.

## Cselekmény
|  | Alább a cselekmény részletei következnek! |

A South Park-i fiúk egy marihuánás cigarettát találnak a játszótéren, de nem mernek hozzányúlni, mert félnek, drogossá válnak tőle. Végül Stan Marsh lesz az, aki elég bátor ahhoz, hogy eldobja a kábítószert, megakadályozva, hogy az a kisebb gyerekek kezébe kerüljön. 
Este egy hatalmas vihar közepén a Marsh család otthonában megjelenik egy különös férfi, aki azt állítja magáról, hogy ő Stan idősebb énje és valahogyan sikerült visszatérnie a jövőből. Elmondása szerint az élete egy óriási baklövés volt, megjárta a fiatalkorúak börtönét, drog- és alkoholfüggő lett és mindez akkor kezdődött, amikor először nyúlt marihuánához. Szerinte a fiatal Stan számára az egyetlen remény a normális életre az, ha elkerüli a drogokat és az alkoholt, valamint jól tanul az iskolában.
Stan – a hallottaktól megrémülve – Butters Stotch segítségét kéri a tanulásban, beszélgetés közben azonban kiderül, neki szintén van egy züllött „jövendőbeli énje”. Stan ezt fölöttébb furcsának találja, ezért megnézi a másik énjének a pénztárcáját, amiben talál egy 2002-es lejáratú belépőkártyát. A két fiú meglátogatja a kártyán található címet és felfedezi, hogy a jövendőbeliket a Motiváló Rt. nevű cég színészei alakítják, akiket a szülők béreltek fel arra, hogy gyermekeiket elijesszék a drogoktól és az egyéb káros szenvedélyektől.
A gyerekek ezt megtudván rettentően dühösek lesznek szüleikre, majd elhatározzák, bosszút állnak rajtuk. Az újságban találnak egy céget, amely a szülőkön való bosszúállásra szakosodott. Azonban a helyszínen megtudják, hogy a cég igazgatója nem más, mint Eric Cartman. Eric ötlete egyszerűen az, hogy megtorlásul a szülők lakásának a falait összekenik ürülékkel. Butterst lenyűgözi az ötlet, de a szkeptikusabb Stan szerint ez nem oldja meg a problémát. Ő úgy dönt, saját maga oldja meg a helyzetet és kiszedi szüleiből az igazságot. Terve nem válik be, mert szülei a végsőkig folytatják az átlátszó hazudozást. Végül Stan kénytelen elmondani nekik, hogy tud a Motiváló Rt. tevékenységéről, ezután Randy nagy nehezen bevallja fiának a hazugságokat és őszintén beszél neki a drogozás lehetséges veszélyeiről.
Cartman mexikói munkásai időközben elkészülnek Butters házának „kidekorálásával”. Mikor Butters szülei hazajönnek, belátják, hogy nem hazugságokkal kellett volna kezelniük a problémát és bocsánatot kérnek fiuktól. Stan és Butters szülei felbérelik Cartmant, hogy munkásaival vegye kezelésbe a galád Motiváló Rt. falait is. Jutalomból Cartman a szülőktől kap egy doboz süteményt, de a történtek után elgondolkodik a jövőjén és megfogadja, változtatni fog az életén. 
Ekkor váratlanul megjelenik Cartman valódi jövendőbeli énje, egy vékony, jól öltözött férfi, aki elmondja neki, hogy ezen a napon fog megváltozni és a jövőben saját időutazó céget alapít majd. Cartman azonban azt hiszi, a férfi a Motiváló Rt. egyik színésze és dühösen kijelenti, hogy mégsem fog megváltozni, hanem még inkább elzüllik majd. Ebben a pillanatban a jövőbelije átalakul egy kövér, elhanyagolt külsejű munkássá.

## Utalások
- Az elektromos vihar, melyen keresztül a jövőbeliek érkeznek, kísértetiesen emlékeztet a Terminator-filmek hasonló jeleneteire.[1]

## Külső hivatkozások
- Jövőbeli énem és én Archiválva 2008. december 19-i dátummal a Wayback Machine-ben a South Park Studios hivatalos honlapon
- Jövőbeli énem és én az Internet Movie Database oldalon (angolul)